# Slow Down Baby
Singles de Christina Aguilera
Candyman
(2007) Oh Mother
(2007)
Slow Down Baby est un single du cinquième albums studio Back to Basics (2006) de Christina Aguilera.
Elle a été écrit par Christina Aguilera, Mark Ronson, Kara DioGuardi et Raymond Angry, et coproduit par Ronson et Aguilera. La chanson est construite autour d'échantillons de Window Raisin' Granny (1973) du groupe américain Gladys Knight & the Pips et So Seductive (2005) du rappeur américain Tony Yayo. En raison de l'inclusion des échantillons, les auteurs des chansons originales figurent sur les crédits d'écriture.